# Gran corrida de toros y cucaña
Gran corrida de toros y cucaña est une peinture de tauromachie de Eugenio Lucas Velázquez réalisée en 1860. 

## Contexte
Selon Néstor Luján « Après Goya, Lucas est le plus important peintre de la tauromachie (…). Comme le maître aragonais, il préfère les sujets populaires où il met un mouvement de couleurs comparable à la révolution coloriste d'Eugène Delacroix. Comme le peintre français, Lucas utilise de belles couleurs qui se fondent sous la sûreté du pinceau. Ses œuvres taurines ont une thématique tumultueuse : furie orageuse du peuple, étalage du courage téméraire, masses encanaillées des corridas de village ou des capeas de cauchemar »

## Description
C'est une huile sur toile  conservée au Musée National des Beaux Arts de La Havane : Museo Nacional de Bellas Artes de La Habana.
Elle décrit une capea de village telle qu'elle se pratiquait avant la règlementation de la tauromachie à pied. Cet exercice très dangereux pour les participants posait problème aux autorités qui les interdirent plusieurs fois sans succès.

## Les peintures de tauromachie de Lucas Velázquez
Artiste « maudit » à son époque, Lucas Velázquez a constitué encore longtemps un véritable casse-tête pour les historiens d'art. De son vivant, le musée du Prado avait acquis deux de ses œuvres comme d'authentiques Goya, et il dut les repeindre de mémoire pour montrer qu'il en était l'auteur.
Souvent confondues avec celles de Goya ou de Diego Vélasquez, ses peintures donnèrent lieu à des expertises à Paris (Théophile Gautier et Eugène Delacroix étaient parmi les experts).
La production de Lucas Velázquez sur le  thème de la tauromachie a été abondante. On peut citer notamment : La Tienta, ou le picador sur le champ (1851) et Jeu de la cape dans un village (1861) , qui sont conservées à la Fondation Lázaro Galdiano de Madrid. 
La Course de Taureaux (1860) peinte en (1860) est au musée Goya de Castres.
Plus récemment, on lui a attribué  Corrida : le quite (collection Oskar Reinhart, Winterthur, Suisse) et la Grande Corrida conservée à la National Gallery of Art de  Washington, deux tableaux de dimension approximativement semblables, datant d'environ 1860.